# بوليغيروس
بولييروس : (باليونانية:Πολύγυρος)، (بالإنجليزية:Polygyros)، مدينة يونانية تقع في شمال البلاد ضمن منطقة مقدونيا الوسطى الإدارية، وهي مركز مقاطعة خالكيذيكي (خالسيديس) ضمن هذه المنطقة الإدارية.

## الموقع، التسمية والسكان
تقع المدينة على ارتفاع 500 متر عن مسنوى سطح البحر، على السفح الجنوبية الغربية لجبل خولومونداس، بحيث تبعد عن ساحل خليج كاساندرا (أحد تفرعات بحر إيجة) مسافة 13 كيلومتر. تبعد المدينة مسافة 62 كيلومتر إلى الجنوب الشرقي من سالونيك عاصمة منطقة مقدونيا الوسطى
الإدارية.
يبلغ عدد سكان المدينة حوالي 10 آلاف نسمة وبالتالي تعد من أصغر عواصم المقاطعات اليونانية من حيث عدد السكان.
هناك عدة تفاسير لصل تسمية المدينة أحدها يرجع التسمية إلى كلمة بولي (Poly) وتعني (كثير)، وَ كلمة غيروس (Geros) وتعني (قوي) وبالتالي يصبح معنى المدينة (كثير القوة)، أما التفسير الثاني فيقول بأن المقطع الثاني من الكلمة ييروس (Ieros) وتعني (المقدس) وبالتالي يصبح معنى المدينة (كثيرة القدسية) نسبة إلى معبد قديم كان موجوداً في المنطقة.

## التاريخ
تقوم المدينة الحالية فوق مستوطنة أبولونيا (Apollonia) التي تعود لقترة استيطان سكان خالكيذا القديمة في المنطقة التي أصبحت تعرف باسم خالكيذيكي (خالسيديس) (Chalcidice) بمعنى (خالكيذا الصغرى).
شكلت مدينة أبولونيا مع 32 مدينة خالكيذيكية أخرى تحالفاً سمي بـ (Koinon ton Chalkideon) أو المجتمع الخالكيذيكي.
دمر هذا التحالف من قبل الأسيرطيين عام 379 ق.م. ثم ضمه فيليب المقدوني إلى مملكته عام 348 ق.م. وغاب ذكر المدينة في التاريخ حتى العام 1080 م. عندما ذكرت في السجلات البيزنطية تحت اسم خريسوفولون (Chryssovoulon).
احتلها العثمانيون عام 1430 م. وأصبت تابعة لـسنجق سالونيكا. انتفضت المدينة على الحكم العثماني عام 1821 واستطاع سكانها طرد الحامية التركية منها ولكن بشكل مؤقت. عام 1854 قام سكان بولييروس بمحاولة استقلالية أخرى ولكنها باءت بالفشل، ولم تتحرر المدينة نهائياً من الأتراك إلا عام 1912 عندما دخلتها القوات اليونانية المنتصرة على الدولة العثمانية خلال حرب البلقان الأولى.

## متفرقات
- من أهم معالم بولييروس مركز المدينة الصغير والذي تعود معظم أبنيته إلى القرن التاسع عشر، وأهمها مبنى البلدية (الـذيمارخيون).
- تملك المدينة متحفاً أركيولوجياً يحتوي على معظم اللقى الأثرية من مقاطعة خالكيذيكي.
- تشتهر المدينة بالكرنفال الذي يقام سنوياً ويأتيه مشتركون من كل اليونان.
- أهم نادي كرة قدم في المدينة هو نيكي بولييروس.